# アレックス・ガジャル
- アレックス・ガジャール

アレックス・ガジャル（Álex Gallar）こと、アレハンドロ・ガジャル・ファルゲラ（Alejandro Gallar Falguera  ,  1992年3月19日 - ）は、スペイン・カタルーニャ州バルセロナ県テッラーサ出身のプロサッカー選手。マラガCFに所属している。ポジションはMF。

## 来歴
カンテラ時代を地元のテッラーサFCで過ごし、2009年にトップチームに昇格。セグンダ・ディビシオンBに所属していたトップチームに登録され、12月9日のUEリェイダ戦でプロデビュー。2010年4月のオリウエラCF戦でプロ初ゴールを記録。
以降はRCDマジョルカ、レアル・ムルシアのBチームでプレーした。
2013年5月28日、カンテラ時代を過ごしたテッラーサFCと契約。2013-14シーズンを37試合12得点を記録。以降は更にエルクレスCFなど下部リーグを渡り歩き、2016-17シーズンに所属したクルトゥラル・レオネサでは、35試合17得点の好記録を残した。
2017年7月10日、当時セグンダ・ディビシオンのSDウエスカと契約。2017-18シーズン37試合10得点を記録し、チームは2位で終え、チーム史上初のプリメーラ・ディビシオンに昇格を達成。初のラ・リーガとなった2018年8月20日の対SDエイバル戦で、ガジャルは2ゴールを決め、トップリーグ初戦で、記念の初勝利に導いた。
2019年8月、ジローナFCへ移籍。
2020年9月25日、FCカルタヘナへローン移籍。